# Park Ji-hoon
Park Ji-hoon (hangul: 박지훈, Seul, 29 de maio de 1999) é um cantor, dançarino, modelo e ator sul-coreano agenciado pela empresa YY Entertainment. Ele tornou-se popularmente conhecido após participar do reality Produce 101 Season 2, onde terminou em segundo lugar e estreou no boygroup Wanna One (2017-2018).

## Infância e educação
Park Ji-hoon nasceu dia 29 de maio de 1999, em Masan, cidade da Coréia do Sul. Apesar disso, Park viveu em Seoul desde que tinha sete anos de idade.  Ele se formou na “National Middle School of Traditional Arts”, onde se graduou em teatro musical.  Park formou-se em artes de transmissão na “School of Performing Arts Seoul” e se graduou em janeiro de 2018.  Ji-hoon também foi aceito no departamento de teatro da “Chung-Ang University” em 2018. 

## Carreira

### 2007-2017: Carreira como ator
Park Ji-hoon estreou como um ator infantil, participando do musicais Peter Pan (2007-2009), The Harmonium in My Memory (2010) e Radio Star (2010-2011), dramas de televisão One Thousand and One Nights (2007), The King and I (2007-2008), Kimchi Cheese Smile (2007-2008), dentre outros. No entanto, Ji-hoon tinha aparecido anteriormente no reality show SS501 SOS (2006) antes de sua estreia oficial. Durante sua infância, ele continuou a ser ativo no teatro musical, em emissoras de televisão e nos filmes, além de trabalhar como modelo de propaganda.
Menos ativo na indústria do entretenimento em sua adolescência, Ji-hoon começou a treinar para se tornar um cantor sob a S.M. Entertainment e Fantagio, antes de transferir para sua atual agência, Maroo Entertainment.

### 2017 - 2018:Produce101 e Wanna One
Em 2017, Ji-hoon representou a Maroo Entertainment na segunda temporada do reality show Produce 101. Sua popularidade aumentou subitamente após ser viral como wink boy. Consequentemente, a participação de Ji-hoon no programa de sobrevivência recebeu ampla atenção da mídia, na medida em que o seu alfabeto auto-feito aegyo "salvou você no meu coração" tornou-se famoso em mídias sociais e várias plataformas de transmissão, levando a empresas, como a Banila Co., Coca-Cola, Banana Milk, Melon e KT Corporation, usando a frase para fins de marketing. Além disso, Ji-hoon começou a receber ofertas de empresas para se tornar seu modelo de propaganda, enquanto o programa ainda estava sendo exibido, já que tudo usado ou usado por ele ficou esgotado. Mais tarde foi revelado que Ji-hoon havia assinado um contrato exclusivo com a Maroo Entertainment antes do show ter começado.
Tendo terminado em segundo lugar no programa de sobrevivência, ele começou as promoções com Wanna One sob a YMC Entertainment no dia 7 de agosto de 2017.

### 2019: Carreira solo e retorno à atuação
Com o fim do Wanna One no dia 31 de dezembro de 2018, Ji-hoon investiu em sua carreira solo, tendo estreiado em 26 de março de 2019 com seu primeiro mini-álbum intitulado “O’CLOCK”, com a faixa principal intitulada “L.O.V.E”.  O álbum ultrapassou 95 mil cópias vendidas na primeira semana, o que foi suficiente para que o artista conquistasse seu primeiro prêmio no programa musical “KBS Music Bank”.  No mesmo mês, Ji-hoon integrou o elenco do drama histórico “Flower Crew: Joseon Marriage Agency”,  que foi ao ar em 16 de setembro. 
Em dezembro de 2019, Park deu início à sua turnê solo de fanmeeting, intitulada “FANCON ASIA TOUR”,  e em 4 de dezembro Park Ji-hoon lançou seu segundo mini-álbum, “360”, tendo a faixa-título com mesmo nome. 

### 2020: Primeiro álbum de estúdio
Já em 26 maio de 2020, Ji-hoon retornou com o EP “The W”, que tem a música “Wing” como faixa-título,  promovendo o mini-album em diversos programas, incluindo “Cool FM KBS Rádio Show”, “SBS Cultwo Rádio Show”,   “Noon Hope Radio Show”   e “Sung Woon Late Night Radio Show”
Em 1 de setembro de 2020 o web drama do “Kakao M”, “Love Revolution” foi ao ar, com Park Ji-hoon assumindo seu primeiro papel principal da carreira.   O primeiro episódio do drama ultrapassou um milhão de visualizações em um dia na “KakaoTV”, marca essa que os quatro episódios seguintes também alcançaram. A popularidade de Park cresceu com os elogios dos telespectadores e dos críticos que enalteceram sua atuação.  A música “Midnight” foi gravada e lançada por Park como parte da trilha sonora da obra. 
Logo em 4 de novembro de 2020, Ji-hoon lançou seu primeiro álbum de estúdio intitulado “Message”, tento lançado dois pré-singles “Waterfalls - Intro” e “Hit it off (Feat. Penomeco)”, além da sua faixa-título “Gotcha”. 

### 2021-2022: Continuação da carreira e Weak Hero Class 1
Em 4 de março de 2021, para o aplicativo “Universe”, Park Ji-hoon lançou o single “Call U Up (Feat. LeeHi)(Prod. Primary)”. 
Park estrelou como protagonista no drama universitário “At a Distance, Spring is Green”, que foi ao ar em 14 de junho de 2021. 
Já em 12 de agosto de 2021, o artista lançou seu quarto EP intitulado “My Collection” com “Gallery” como faixa-título.  Logo em outubro do mesmo ano, Park lançou seu quinto mini-álbum “Hot&Cold”, com a faixa-título “Serious”. 
Em 26 de junho de 2022, Ji-hoon realizou o “2022 Park Ji-hoon Special Fanmeeting in Thailand”,  além de em agosto de 2022 também realizar o “2022 Park Ji-hoon Special Fanmeeting in Japan” em Tóquio e Kobe. 
Em 30 de setembro de 2022, Park Ji-hoon pré-lançou o single “Moon & Back" para seu sexto EP, “The Answer”,  e já em 12 de outubro de 2022 retornou oficialmente com o lançamento do mini-album e com a faixa-título “Nitro”. 
Park retornou como protagonista no drama Weak Hero Class 1, que estreiou em 28 de novembro de 2022.   O drama se tornou um grande sucesso, tornando-se o drama n°1 da “Wavve” no primeiro dia, obtendo classificação 9,9 no exterior, e também ficando em primeiro lugar no site de pesquisa e recomendação integrado “OTT Kinolights”.   Ji-hoon foi muito elogiado pela crítica por sua interpretação como Yeon Si-eun, tendo várias cenas viralizadas em diversas mídias sociais.
Para interpretar Si-eun, Ji-hoon precisou mudar quase que completamente a sua imagem fofa e encantadora que tinha como cantor.  O diretor criativo Han Jun-hee revelou que o CEO da Shortcake (produtora), Lee Myung-jin, sugeriu o ator após assistir sua atuação em “At a Distance, Spring is Green”. 
Em 9 de dezembro, foi anunciado que Park Ji-hoon estrelaria seu primeiro filme, “Audrey”, juntamente com a atriz Kim Jung-nan, com estreia marcada para 2024. 

### 2023 - presente: Novos começos
Logo em 12 de abril de 2023, Ji-hoon lançou seu sétimo mini-album, “Blank or Black”, que teve “Blanck Effect” como faixa principal. 
Em janeiro de 2024, o drama “Love Song for Illusion” estreiou, com Park interpretando dois personagens. Em 5 de agosto do mesmo ano, Ji-hoon assinou um contrato exclusivo com a “YY Entertainment” para a continuação de sua carreira. 
Em 25 de abril de 2025, a segunda temporada do drama Weak Hero Class foi lançada na Netflix, contando com o retorno de Ji-hoon para o papel do protagonista Yeon Si-eun. 

## Discografia

### Aparições em vídeos musicais
| Ano  | Título                            | Artista              |
| ---- | --------------------------------- | -------------------- |
| 2017 | 나야나 (Pick Me)                  | Produce 101 Season 2 |
| 2017 | 에너제틱 (Energetic)              | Wanna One            |
| 2017 | 활활 (Burn It Up) (Extended Ver.) | Wanna One            |
| 2017 | Beautiful (Movie ver.)            | Wanna One            |
| 2017 | Beautiful (Performance ver.)      | Wanna One            |
| 2018 | 약속해요 (IPU)                    | Wanna One            |
| 2018 | 부메랑 (BOOMERANG)                | Wanna One            |
| 2018 | 켜줘 (Light)                      | Wanna One            |
| 2019 | L.O.V.E                           | Park Ji-hoon         |
| 2019 | 360                               | Park Ji-hoon         |
| 2020 | Wing                              | Park Ji-hoon         |
| 2020 | Gotcha                            | Park Ji-hoon         |
| 2020 | Hit It Off (Feat. Penomeco)       | Park Ji-hoon         |
| 2021 | Gallery                           | Park Ji-hoon         |
| 2021 | Serious                           | Park Ji-hoon         |
| 2022 | Moon & Back                       | Park Ji-hoon         |
| 2022 | Nitro                             | Park Ji-hoon         |
| 2023 | Blank Effect                      | Park Ji-hoon         |

### Álbuns de Estúdio
| Título  | Detalhes | Melhor posição | Vendas        |
| Título  | Detalhes | COR            | Vendas        |
| ------- | --- | -------------- | ------------- |
| Message | - Lançamento: 4 de novembro de 2020 - Empresa: Maroo Entertainment - Formato(s): CD, dowload digital, streaming | 9              | - COR: 79.461 |

### Mini-álbuns
| Título         | Detalhes | Melhor posição | Vendas         |
| Título         | Detalhes | COR            | Vendas         |
| -------------- | --- | -------------- | -------------- |
| O'Clock        | - Lançamento: 26 de março de 2019 - Empresa: Maroo Entertainment - Formato(s): CD, download digital, streaming   | 2              | - COR: 109.428 |
| 360            | - Lançamento: 4 de dezembro de 2019 - Empresa: Maroo Entertainment - Formato(s): CD, download digital, streaming | 2              | - COR: 103.392 |
| The W          | - Lançamento: 26 de maio de 2020 - Empresa: Maroo Entertainment - Formato(s): CD, download digital, streaming    | 5              | - COR: 85.760  |
| My Collection  | - Lançamento: 12 de agosto de 2021 - Empresa: Maroo Entertainment - Formato(s): CD, download digital, streaming  | 4              | - COR: 55.707  |
| Hot & Cold     | - Lançamento: 28 de outubro de 2021 - Empresa: Maroo Entertainment - Formato(s): CD, download digital, streaming | 8              | - COR: 42.713  |
| The Answer     | - Lançamento: 12 de outubro de 2022 - Empresa: Maroo Entertainment - Formato(s): CD, download digital, streaming | 17             | - COR: 50.090  |
| Blank or Black | - Lançamento: 12 de abril de 2023 - Empresa: Maroo Entertainment - Formato(s): CD, download digital, streaming   | 7              | - COR: 47.171  |

### Singles
| Título                                                                                  | Ano                    | Melhor posição         | Álbum                             |
| Título                                                                                  | Ano                    | COR                    | Álbum                             |
| Como artista principal                                                                  | Como artista principal | Como artista principal | Como artista principal            |
| --------------------------------------------------------------------------------------- | ---------------------- | ---------------------- | --------------------------------- |
| «L.O.V.E»                                                                               | 2019                   | 59                     | O'Clock                           |
| «360»                                                                                   | 2019                   | 138                    | 360                               |
| «Wing»                                                                                  | 2020                   | 109                    | The W                             |
| «Gotcha»                                                                                | 2020                   | 102                    | Message                           |
| «Gallery»                                                                               | 2021                   | 128                    | My Collection                     |
| «Serious»                                                                               | 2021                   | 121                    | Hot & Cold                        |
| Como artista convidado                                                                  |                        |                        |                                   |
| «Don't Forget» (잊지마요) (Ha Sung-woon featuring Park Ji-hoon)                         | 2019                   | 34                     | My Moment                         |
| Singles promocionais                                                                    |                        |                        |                                   |
| «Call U Up» (featuring Lee Hi)                                                          | 2021                   | —                      | Sem álbum                         |
| Trilhas sonoras                                                                         |                        |                        |                                   |
| «Midnight» (잡아줄게)                                                                   | 2020                   | —                      | Love Revolution OST               |
| «Talk To Me» (말만 해)                                                                  | 2021                   | —                      | At A Distance Spring Is Green OST |
| “ __” Indica que o lançamento não obteve posições ou não foi lançado naquele território |                        |                        |                                   |

## Filmografia

### Séries de televisão
| Ano       | Título                              | Emissora | Papel                    | Notas                 | Ref.   |
| --------- | ----------------------------------- | -------- | ------------------------ | --------------------- | ------ |
| 2006-2007 | Jumong                              |          |                          |                       | [ 45 ] |
| 2007      | The Stories of One Thousand People  | SBS      | Lee Dong-gyu             | Episódio 20           |        |
| 2007–2008 | Kimchi Cheese Smile                 | MBC      |                          |                       | [ 46 ] |
| 2007–2008 | The King and I                      | SBS      | Eunich                   |                       | [ 46 ] |
| 2008      | Iljimae: O Ladrão Fantasma          | SBS      | Filho de um aldeão       |                       |        |
| 2019      | Flower Crew: Joseon Marriage Agency | JTBC     | Go Young-soo             |                       | [ 47 ] |
| 2020      | Love Revolution                     | Kakao M  | Gong Joo-young           | Elenco principal      | [ 48 ] |
| 2021      | At a Distance, Spring Is Green      | KBS2     | Yeo Jun                  | Elenco principal      | [ 49 ] |
| 2022      | Match VIP                           |          | Cliente de Choi Yoo-seon | Participação especial | [ 50 ] |
| 2022      | Weak Hero Class 1                   | Wavve    | Yeon Si-eun              | Elenco principal      | [ 51 ] |
| 2024      | Love Song for Illusion              | KBS2     | Sajo Hyun / Ak-hee       |                       | [ 52 ] |
| 2025      | Weak Hero Class 2                   | Netflix  | Yeon Si-eun              | Elenco principal      | [ 43 ] |

### Filmes
| Ano  | Título | Papel        | Notas            | Ref.   |
| ---- | ------ | ------------ | ---------------- | ------ |
| 2024 | Audrey | Kang Ki-hoon | Elenco principal | [ 53 ] |

### Reality shows
| Ano  | Título                           | Emissora | Notas                              | Ref.   |
| ---- | -------------------------------- | -------- | ---------------------------------- | ------ |
| 2006 | SS501 SOS                        | Mnet     | Aparição (Episode 5)               |        |
| 2017 | Produce 101 Season 2             | Mnet     | Concorrente (terminou em 2º lugar) | [ 54 ] |
| 2017 | Wanna One Go                     | Mnet     | Ele mesmo                          |        |
| 2017 | Wanna One Go Season 2: Zero Base | Mnet     | Ele mesmo                          |        |

### Shows de televisão
| Ano  | Título              | Emissora   | Notas                   |
| ---- | ------------------- | ---------- | ----------------------- |
| 2007 | KM Idol War         | Mnet       | Aparição com BIGBANG    |
| 2011 | Just Like That Show | Tooniverse | Cameo como Kang Jae-min |

## Outros trabalhos

### Modelagem e patrocínios
Em abril de 2018, Ji-hoon foi contratado para seu primeiro patrocínio na carreira solo como modelo para a “April Skin”, para promover o shampoo Milk Booster Fast, juntamente com uma linha de tintas para cabelo.   Park, junto com outro membro do então ativo Wanna One, Ong Seong-Wu, foi selecionado como modelo para a “CLAVIS” e sua linha de pulseiras esportivas em 20 de abril do mesmo ano. 
Em março de 2019, a marca de salgadinhos de algas marinhas “Masita” revelou Ji-hoon como o embaixador de sua nova receita “0% MSG”, que vinha com 5 sabores diferentes.   No mesmo mês, Park e outro ex-integrante do Wanna One, Bae Jin-young, foram selecionados como modelos para a marca de maquiagem jovem, “I’M MEME”.   Em maio, Ji-hoon foi escolhido para ser o novo modelo exclusivo para a marca de pizzas especiais, “Pizza E-Tang”, promovendo seu novo sabor de pizza, “Shinsegae Pizza 2”,   e com isso acabou também filmando seu primeiro comercial solo, que foi um sucesso, resultando no esgotamento da pizza.   Em 3 de maio, a “Yuyu Nature” selecionou Ji-hoon como modelo exclusivo para seu principal suplemento de saúde, “Formoline L112”. 
Em junho de 2020, Park fez sua primeira colaboração em vestuário com a marca de moda “[LE] MOHO”. A coleção foi batizada “[LA] POMME de Universe”, com a participação de Ji-hoon no design. A imagem da coleção era a do infinito do universo, para simbolizar um lado misterioso do artista, também apresentando uma maçã verde para refletir a imagem refrescante de um jovem de vinte anos. Parte das vendas do projeto foi doada para instituições de caridade e organizações que participavam da luta contra a COVID-19. Em outubro, Ji-hoon colaborou com a “Tous” no perfume “Toss Love Me”, criado para comemorar o centenário de fundação da marca. “Toss Love Me” virou um best-seller e esgotou na loja “Olive Young de Myeong-dong”, onde foi comercializado. 
Em 18 de agosto de 2021, foi anunciado que Park havia sido selecionado como modelo exclusivo para a marca coreana de cosméticos “It’s Skin”. Ele atuaria como modelo tanto no mercado interno como no exterior, no Japão e no Sudeste Asiático. 

## Teatro
- Peter Pan (2007–2009)
- The Harmonium in My Memory (2010)
- Radio Star (2010–2011)
- A Midsummer Night’s Dream (2014)

## Prêmios e nomeações
| Ano  | Premiação                                | Categoria                                     | Trabalho                       | Resultado | Ref.   |
| ---- | ---------------------------------------- | --------------------------------------------- | ------------------------------ | --------- | ------ |
| 2020 | APAN Music Awards                        | Entertainer Award (Man)                       | Park Ji-hoon                   | Venceu    | [ 64 ] |
| 2020 | APAN Music Awards                        | Best Solo for Man (Global)                    | Park Ji-hoon                   | Indicado  | [ 64 ] |
| 2019 | Asia Artist Awards                       | StarNews Popularity Award                     | Park Ji-hoon                   | Indicado  |        |
| 2020 | Asia Artist Awards                       | Male Popularity Award                         | Park Ji-hoon                   | Indicado  |        |
| 2021 | Asia Artist Awards                       | Male Solo Singer Popularity Award             | Park Ji-hoon                   | Indicado  |        |
| 2023 | Asia Contents Awards & Global OTT Awards | Best Newcomer Actor                           | Weak Hero Class 1              | Indicado  | [ 65 ] |
| 2019 | Asia Model Awards                        | Asia Star Award (Singers)                     | Park Ji-hoon                   | Venceu    | [ 66 ] |
| 2023 | Blue Dragon Series Awards                | Best New Actor                                | Weak Hero Class 1              | Venceu    | [ 67 ] |
| 2019 | Golden Disc Awards                       | Album Bonsang                                 | Park Ji-hoon                   | Indicado  |        |
| 2019 | Golden Disc Awards                       | Popularity Award                              | Park Ji-hoon                   | Indicado  |        |
| 2019 | Golden Disc Awards                       | Rookie of the Year                            | Park Ji-hoon                   | Indicado  |        |
| 2021 | KBS Drama Awards                         | Best New Actor                                | At a Distance, Spring Is Green | Indicado  | [ 68 ] |
| 2024 | KBS Drama Awards                         | Excellence Award: Best Actor in a Mini Series | Love Song for Illusion         | Venceu    | [ 69 ] |
| 2023 | Korea Drama Awards                       | Best New Actor                                | Weak Hero Class 1              | Venceu    | [ 70 ] |
| 2021 | Korea First Brand Awards                 | Best Idol Actor                               | Park Ji-hoon                   | Venceu    |        |
| 2022 | Korea First Brand Awards                 | Acting Idol (Male)                            | Park Ji-hoon                   | Venceu    | [ 71 ] |
| 2025 | Korea First Brand Awards                 | Acting Idol (Male)                            | Park Ji-hoon                   | Venceu    | [ 72 ] |
| 2019 | Seoul Music Awards                       | Dance Performance Award                       | Park Ji-hoon                   | Indicado  |        |
| 2019 | Seoul Music Awards                       | K-Wave Award                                  | Park Ji-hoon                   | Indicado  |        |
| 2019 | Seoul Music Awards                       | Popularity Award                              | Park Ji-hoon                   | Indicado  |        |
| 2019 | Soribada Best K-Music Awards             | Bonsang Award                                 | Park Ji-hoon                   | Venceu    | [ 73 ] |
| 2019 | Soribada Best K-Music Awards             | Male Popularity Award                         | Park Ji-hoon                   | Indicado  | [ 73 ] |
| 2019 | Soribada Best K-Music Awards             | The New K-wave Icon Award                     | Park Ji-hoon                   | Venceu    | [ 73 ] |
| 2020 | Soribada Best K-Music Awards             | Bonsang Award                                 | Park Ji-hoon                   | Indicado  | [ 74 ] |
| 2020 | Soribada Best K-Music Awards             | Male Popularity Award                         | Park Ji-hoon                   | Indicado  | [ 74 ] |
| 2020 | Soribada Best K-Music Awards             | Global Artist Award                           | Park Ji-hoon                   | Indicado  | [ 74 ] |
| 2024 | Seoul Global Movie Awards                | Best New Actor                                | Audrey                         | Venceu    | [ 75 ] |
| 2024 | Seoul International Film Awards          | Best New Male Actor                           | Audrey                         | Venceu    |        |
| 2020 | Seoul Music Awards                       | Fan PD Artist Award                           | Park Ji-hoon                   | Indicado  | [ 76 ] |
| 2020 | Seoul Music Awards                       | Main Award                                    | Park Ji-hoon                   | Indicado  |        |
| 2020 | Seoul Music Awards                       | Popularity Award                              | Park Ji-hoon                   | Indicado  |        |
| 2020 | Seoul Music Awards                       | K-Wave Popularity Award                       | Park Ji-hoon                   | Indicado  |        |